# Bruine fluweelboleet
De bruine fluweelboleet (Xerocomus ferrugineus) is een paddenstoel uit de familie Boletaceae. Hij is een ectomycorrhizapartner van eiken, maar ook andere loof- en naaldbomen. Hij komt vooral voor op iets kalkhoudende klei of voedsel- en humusrijke leem- en zandgrond.

## Kenmerken

### Uiterlijke kenmerken
Hoed
Een boleet met bruine, groenbruine, olijf- of geelbruine hoed, soms met rossige tinten. Het heeft een diameter van 3 tot 10 cm. De vorm is halfrond bij jonge exemplaren, later gebogen, uiteindelijk vlak en iets verzonken in het midden. Het oppervlak is is stevig, droog en gelijkmatig gekleurd.
Poriën en buisjes
De poriën zijn hoekig en grof, citroen- tot chromaatgeel.
Steel
De steel heeft een lengte van is 3–10 cm en een dikte van 0,5–2,5 cm. De vorm is cilindrisch, vaak versmald naar de top, ook wel de voet gezwollen, of juist toegespitst, vuil geel, soms met bruinige vlokjes, vaak met een grof netwerk van onderling verbonden lengteribbels.
Het basaal mycelium is geel.
Vlees
Vlees wit tot crème, niet blauw verkleurend.
Sporenprint
De sporenprint is olijf tot olijfbruin.

### Microscopische kenmerken
De sporen zijn glad, spoelvormig, gelig in KOH. De sporenmaat is 10–13 × 3–4.5 µm en Q-avg > groter dan 2,5. Hymeniale cystidia zijn lageniform, dunwandig, glad, hyaliene in KOH en meten 35–50 × 5–7,5 µm. De pileipellis is een trichoderm. De hyfen zijn 5–7,5 µm breed en de eindcellen zijn cilindrisch met afgeronde toppen.

## Gelijkende soorten
De bruine fluweelboleet is lastig te onderscheiden van de fluweelboleet (Xerocomus subtomentosus) op hoedkleur, aangezien beide soorten daarin sterk variëren. Ook de al dan niet groene reactie met ammonia gaat niet (altijd) op. De beste onderscheidende kenmerken zijn de kleur van het vlees en het basaal mycelium, naast de lengte/breedte verhouding van de sporen.

## Verspreiding
De bruine fluweelboleet komt alleen in Europa voor. Hij ontbreekt in Scandinavië, maar komt wel voor in IJsland. Hij komt in Nederland matig algemeen voor.

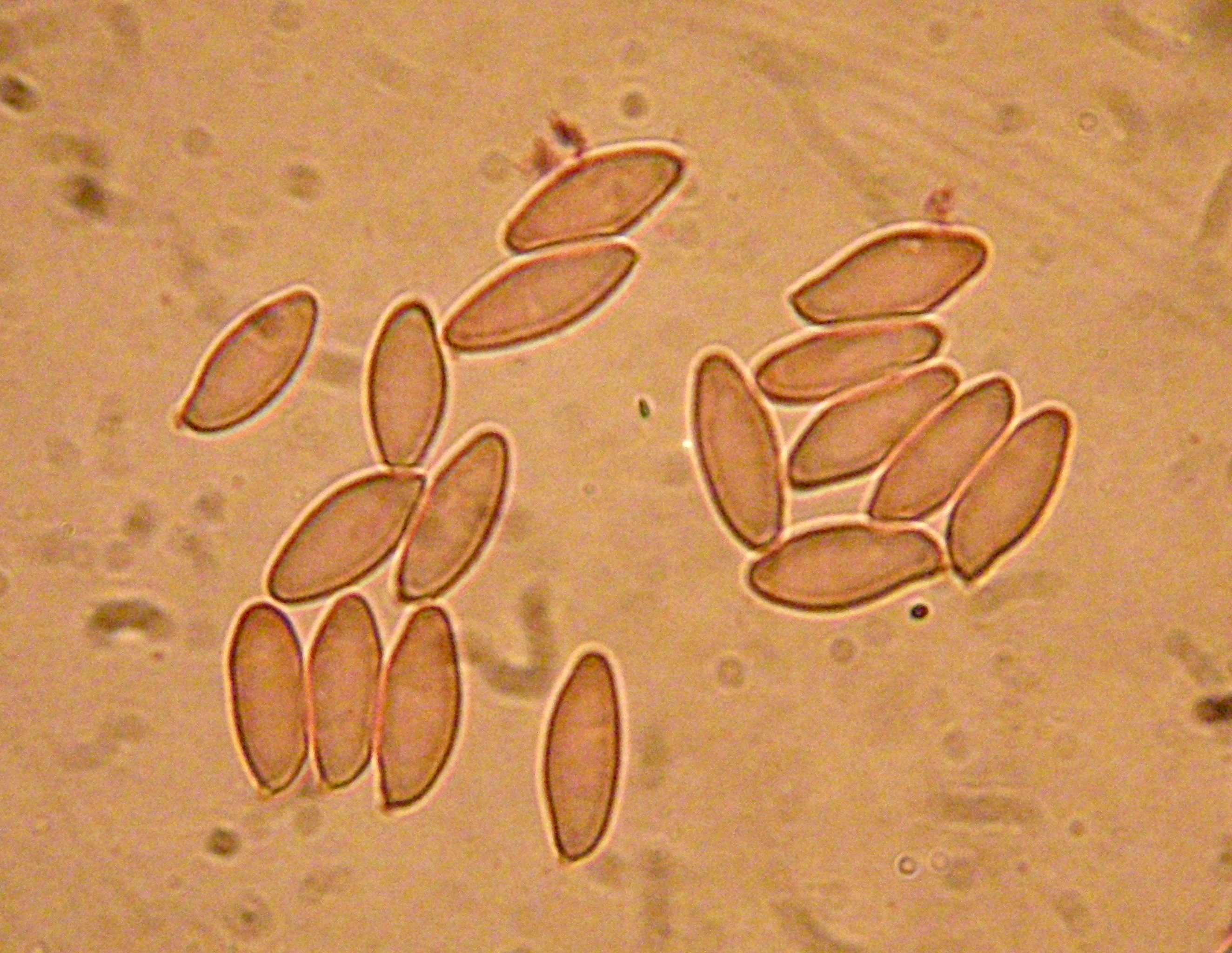
Sporen